# Puente de Narni
El puente de Narni (en francés, Le pont de Narni), es uno de los más conocidos paisajes del pintor francés Camille Corot. En realidad, de este tema existen dos versiones diferentes: una en París y otra en Ottawa (Canadá).
La primera versión fue pintada en 1826 y mide 34 cm de alto por 48 cm de ancho. Se exhibe actualmente en el Museo del Louvre de París, por donación de Étienne Moreau-Nélaton (1906).
Es una de las primeras obras de Corot. Pertenece a su primera estancia en Roma (1825-1828), durante la cual pintó del natural una serie de esbozos al óleo, vistas de antiguos monumentos romanos y paisajes de los alrededores de Roma, como este del puente de Narni. Es uno de los primeros pintores que pintó en plena naturaleza, algo que luego hicieron los impresionistas. Se caracteriza por la libertad en el toque pictórico y en la perspectiva asumida. El pintor capta la luz con inusual espontaneidad. Esta pálida luminosidad es realista.
La aparición de un puente romano en el fondo de la pintura es una alusión a la Antigüedad.
En el Salón de 1827, Corot expuso la segunda versión de este tema , en la actualidad localizada en la Galería Nacional de Canadá (Ottawa), que tiene un encuadre muy diferente. Se inscribe en la tradición noble del paisaje neoclásico.

«Es una pintura directa, sin dejos literarios, muy anterior a sus poéticos paisajes plateados, que enriquecen luminosas esfumaduras»
M. Olivar 